# Muk

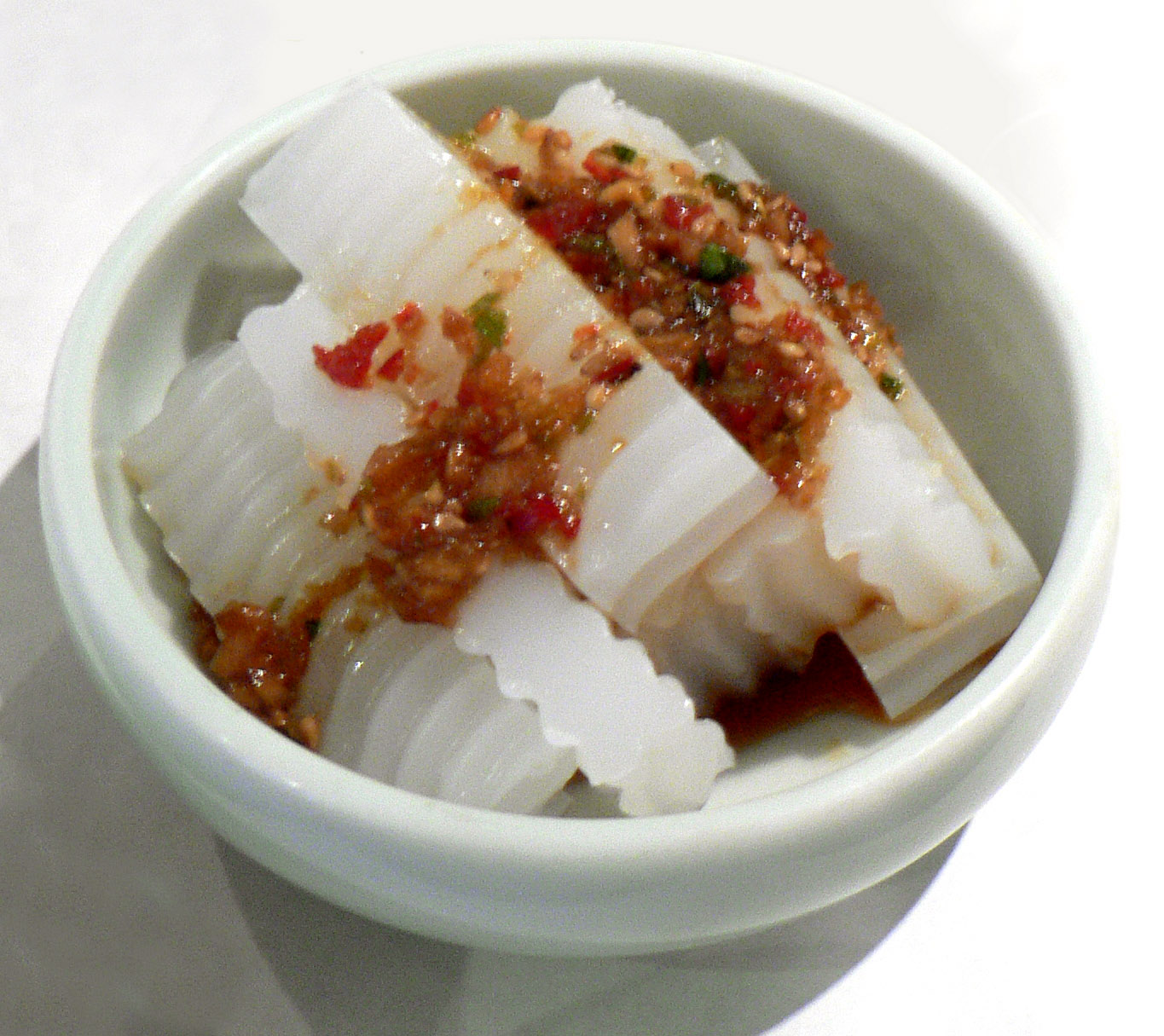
Cheongpo-muk (청포묵).

Le muk (hangeul : 묵) est un ensemble de plats coréens, à base de farine de céréales (sésame, sarrasin), de haricots mungo (soja vert) ou de glands, lui conférant un aspect gélatineux, auquel on ajoute de la sauce soja, de l'huile de sésame, de la cébette hachée, du gim (김) (feuilles d'algues séchées et salées) ou du piment et contenant différents légumes.

## Bases demuk
Les différentes bases de muk sont :
| Nom                                                         | Hangeul        | Composition de la base                                 | Illustration |
| ----------------------------------------------------------- | -------------- | ------------------------------------------------------ | ------------ |
| Dotorimuk                                                   | 도토리묵       | Farine de gland                                        |              |
| Memilmuk                                                    | 메밀묵         | Farine de sarrasin.                                    |              |
| Nokdumuk                                                    | 녹두묵         | Farine de haricot mungo                                |              |
| Hwangpomuk (ou norangmuk)                                   | 황포묵         | Farine de haricot mungo colorée avec du gardénia       |              |
| Kkaemuk                                                     | 깨묵           | Graines de sésame                                      |              |
| Variétés de muk de pois verts : cheongpo muk et hwangpo muk | 청포묵, 황포묵 | Suspension de pois moulus, tamisés, bouillis et coupés |              |

### Plats à base demuk
| Nom                      | Hangeul          | Description                                                                                                 | Illustration |
| ------------------------ | ---------------- | --- | ------------ |
| Mukmuchim                | 묵무침           | Sauce soja (ganjang), huile de sésame ou de perilla (shiso), cébette, graines de sésame et piment en poudre |              |
| Tangpyeongchae           | 탕평채           | Nokdumuk en tranche fines, bœuf, légumes et algues                                                          |              |
| Mukbokkeum               | 묵볶음           | Muk frit |              |
| Mukjangajji              | 묵장아찌         | Mariné dans de la sauce de soja (ganjang)                                                                   |              |
| Mukjeonyueo (ou mukjeon) |                  | Tranches de muk frites enduit de farine de haricot mungo                                                    |              |
| Muksabal (ou mukbap)     | 묵사발 (ou 묵밥) | Soupe froide faite avec du muk et des légumes en julienne                                                   |              |